# 신현송
신현송(1959년 ~ )은 대한민국 경제학자이다. 그는 2014년 5월 1일부터 국제결제은행 (BIS)의 경제 고문이자 연구 책임자였다.
이전에는 2006년부터 프린스턴 대학교에서 휴즈-로저스 경제학 교수로 재직했지만 2009년 12 월 이명박 대통령에게 국제 경제에 대한 조언과 G-20 의제 설정을 돕기 위해 휴가를 떠났다.

## 교육 및 경력
신현송은 1985년 옥스퍼드대학에서 철학정치경제학 B. A., 1987년 옥스퍼드대학에서 경제학 MPhil, 1988년 옥스퍼드대학에서 경제학 DPhil 학위를 받았다. 그는 1988년에 리서치 펠로우가 되었고 1990년에 옥스포드 막달렌 컬리지에서 튜토리얼 펠로우로 선정되었다.
1994년에 그는 사우샘프턴 대학교으로 옮겨 경제학 교수가 되었다. 그는 1996년에 다시 옥스포드로 돌아왔다. 2000년에 그는 런던 정치경제대학교의 교수가 되었다. 2006년에 그는 프린스턴 대학교로 옮겼다.
그 외에도 잉글랜드 은행 (2000-2005) 고문을 역임했으며 뉴욕 연방준비은행 재정 자문 원탁 회의 회원이자 2007년부터 미국 통화 정책 포럼의 패널 회원을 역임했다. 그는 1998년부터 경제 정책 연구 센터(Centre for Economic Policy Research) 연구원이다.